# دیوید لووری (بازیکن فوتبال)
دیوید لووری (انگلیسی: David Lowery؛ زادهٔ ۲۰ ژانویهٔ ۱۹۸۴) یک بازیکن فوتبال اهل بریتانیا است.